# Christian Habicht
Christian Habicht (né le 23 février 1926 à Dortmund et mort le 6 août 2018 à Princeton) est un historien allemand de la Grèce antique et un épigraphiste du monde grec ancien.
Le travail d'Habicht concerne principalement l'épigraphie grecque et l'histoire athénienne à l'époque hellénistique. Il a écrit largement sur Pausanias et Cicéron.

## Biographie

### Enfance et études
Christian Habicht est le fils d'Hermann Habicht, PDG de Hermes Kreditversicherungs-AG à Hambourg, et sa femme Emmi, née Diefenbach. Il a grandi à Hambourg et étudié au lycée Matthias-Claudius-Gymnasium jusqu'à son service militaire qu'il a effectué comme artilleur durant la seconde guerre mondiale de 1943 à 1945.
Ensuite, il a fait son Abitur au Johanneum et a commencé à étudier l'histoire ancienne, la philologie classique et l'archéologie classique à l'Université de Hambourg au semestre d'hiver 1946/1947. Il a passé des semestres individuels à la Ruprecht-Karls-Universität d'Heidelberg et à la Georg-August-Universität de Göttingen. En 1952, il obtint son doctorat à l'université de Hambourg avec une thèse sur l'histoire de la religion grecque.

### Carrière universitaire
Christian Habicht est ensuite professeur adjoint, et, après son diplôme d'habilitation en 1957-1959, il devient, conseiller scientifique à l'Institut Archéologique Allemand d'Athènes et en 1961 professeur à l'université de Marburg. Ensuite, il rejoint en 1965 l'université de Heidelberg où il devient doyen en 1966/1967.
En 1973, Christian Habicht s'installe comme professeur à l'Institute for Advanced Study de Princeton, dont il était, depuis l'année précédente, un membre permanent. Il demeure professeur honoraire de l'université de Heidelberg et membre de l'académie des Sciences de cette ville. À partir de 1983 il enseigne par ailleurs à l'université de Princeton comme professeur associé.
Il devient professeur émérite en 1998 à l'Institute for Advanced Study Princeton.

### Recherches
Habicht s'est principalement occupé de l'épigraphie et de la prosopographie grecques. Il a aussi travaillé sur  l'histoire de l'époque hellénistique et surtout sur le culte des souverains à cette époque, et sur le développement et la société d'Athènes sous l'hellénisme. Il a publié des articles importants principalement dans les ouvrages « Untersuchungen zur politischen Geschichte Athens im 3. Jahrhundert v. Chr. (Enquêtes sur l'histoire politique d'Athènes au IIIe siècle av. J.-C.) »,« Studien zur Geschichte Athens in hellenistischer Zeit (Études sur l'histoire d'Athènes à l'époque hellénistique) », « Athen in hellenistischer Zeit. Gesammelte Aufsätze (Athènes à l'époque hellénistique. Recueil d'essais) » et « Athen. Die Geschichte der Stadt in hellenistischer Zeit (Publié en français sous le titre "Athènes hellénistique. histoire de la cité d'Alexandre le Grand à Marc Antoine") » qui ont été publiés. Il a aussi écrit des études sur l'écrivain voyageur antique Pausanias et sur les activités politiques de Marcus Tullius Cicero. Son travail épigraphique a abouti à la publication de nombreuses inscriptions inédites d'Athènes, mais aussi de Pergame, Demetrias, Samos, Thessalie et Kos,.

## Athènes hellénistique (-338 - -331)
Son ouvrage majeur s'intitule Athènes hellénistique. Histoire de la cité d'Alexandre le Grand à Marc Antoine écrit en 1995 et publié en français par Martine et Denis Knoepfler, qui en est également le traducteur en 2000,. Christian Habicht reprend un dossier qui n'avait pas été ouvert depuis Hellenistic Athens (1911) de William Scott Ferguson. L'auteur peut s'appuyer sur des découvertes récentes concernant des inscriptions trouvées lors de fouilles sur l'Agora. La conception même de l'ouvrage fut laborieuse pour Christian Habicht qui dut compter beaucoup sur la chance, un travail forcené et une grande ouverture d'esprit. Ces éléments expliquent la qualité de l'ouvrage. Par ailleurs, de nouvelles découvertes épigraphiques permettent de rouvrir certains dossiers, comme l'a fait Denis Knoepfler dans son cours du Collège de France.

## Distinctions
En 1982, Christian Habicht reçoit le titre de Sather Professor (de) de l'université de Californie à Berkeley. En 1991, il reçoit le prix Reuchlin de la ville de Pforzheim, en 1996 le prix Moe de la Société américaine de philosophie et en 1998 le prix Criticos de la Société pour la promotion des études hellénistique (en) à Londres.
Il est membre de l'Académie des sciences de Heidelberg (à partir de 1970), des instituts archéologiques allemand et autrichien, de la Société américaine de philosophie, de la British Academy et de l'Académie d'Athènes.
Christian Habicht était le corédacteur (éditeur) de la série de publications Hypomnemata (de) (1962 à 1996) et American Journal of Ancient History (1976 à 2000).

## Ouvrages
- Christian Habicht (dir.) (trad. de l'allemand par Denis Knoepfler), Athènes hellénistique. : Histoire de la cité d'Alexandre le Grand à Marc Antoine [« Athen. Die Geschichte der Stadt in hellenistischer Zeit »], Les Belles Lettres, coll. « Histoire » (1re éd. 2006), 608 p. (ISBN 978-2-251-38077-3).
- (de) Gottmenschentum und griechische Städte, Beck, Munich, 1956 ; 2e édition 1970.
- (de) Altertümer von Pergamon, vol. 8, 3. Die Inschriften des Asklepieions, de Gruyter, Berlin, 1969.
- (de) Untersuchungen zur politischen Geschichte Athens im 3. Jahrhundert v. Chr., Beck, Munich 1979,  (ISBN 3-406-04800-5).
- (de) Studien zur Geschichte Athens in hellenistischer Zeit, Vandenhoeck und Ruprecht, Göttingen 1983,  (ISBN 3-525-25171-8).
- (de) Pausanias und seine „Beschreibung Griechenlands“, Beck, Munich, 1985,  (ISBN 3-406-30829-5).
- (de) Cicero der Politiker, Beck, Munich, 1990,  (ISBN 3-406-34355-4).
- (de) Athen in hellenistischer Zeit. Gesammelte Aufsätze, Beck, Munich, 1994,  (ISBN 3-406-38164-2).
- (de) Athen. Die Geschichte der Stadt in hellenistischer Zeit, Beck, Munich, 1995,  (ISBN 3-406-39758-1).
- (en) The Hellenistic Monarchies: Selected Papers, University of Michigan Press, 2006,  (ISBN 978-0-472-11109-1).